# Aurinia moreana
Aurinia moreana är en korsblommig växtart som beskrevs av Dimitrios B. Tzanoudakis och Gregoris Iatroú. Aurinia moreana ingår i släktet praktstenörter, och familjen korsblommiga växter. Inga underarter finns listade i Catalogue of Life.